# Edward C. Stone
Edward Carroll Stone (23 de enero de 1936-9 de junio de 2024) fue un científico espacial estadounidense, profesor de física en el Instituto de Tecnología de California y anteriormente director del Laboratorio de Propulsión a Chorro de la NASA.

## Biografía
Stone nació en Knoxville, Iowa, Estados Unidos. Después de su educación preparatoria, entró a la Universidad de Chicago en donde obtuvo el grado de Maestría y Doctorado en física. Su carrera como astrofísico data de sus primeros experimentos de rayos cósmicos en los satélites de reconocimiento Corona en 1961. Es entonces cuando se integra al equipo del Caltech como investigador en 1967.
En 1976 que es nombrado profesor de física y coordinador de la División de Física, Matemáticas y Astronomía desde 1983 hasta 1988.
En 1972 ingresa al JPL, laboratorio de la NASA operado por Caltech como científico en jefe del proyecto de misiones no tripuladas Voyager, para la exploración del sistema solar exterior y como vocero del equipo científico, ampliamente conocido durante la década de 1980. Se retiró del proyecto Voyager en octubre de 2022, luego de 50 años trabajando para el proyecto.
Falleció el 9 de junio de 2024 a los 88 años.